# AC Oulu
AC Oulu is een Finse voetbalclub uit de noordelijke stad Oulu. De thuiswedstrijden worden gespeeld in het Raattin stadion, dat plaats biedt aan bijna 4.500 toeschouwers. Marineblauw is de traditionele kleur van de fusievereniging. 

## Geschiedenis

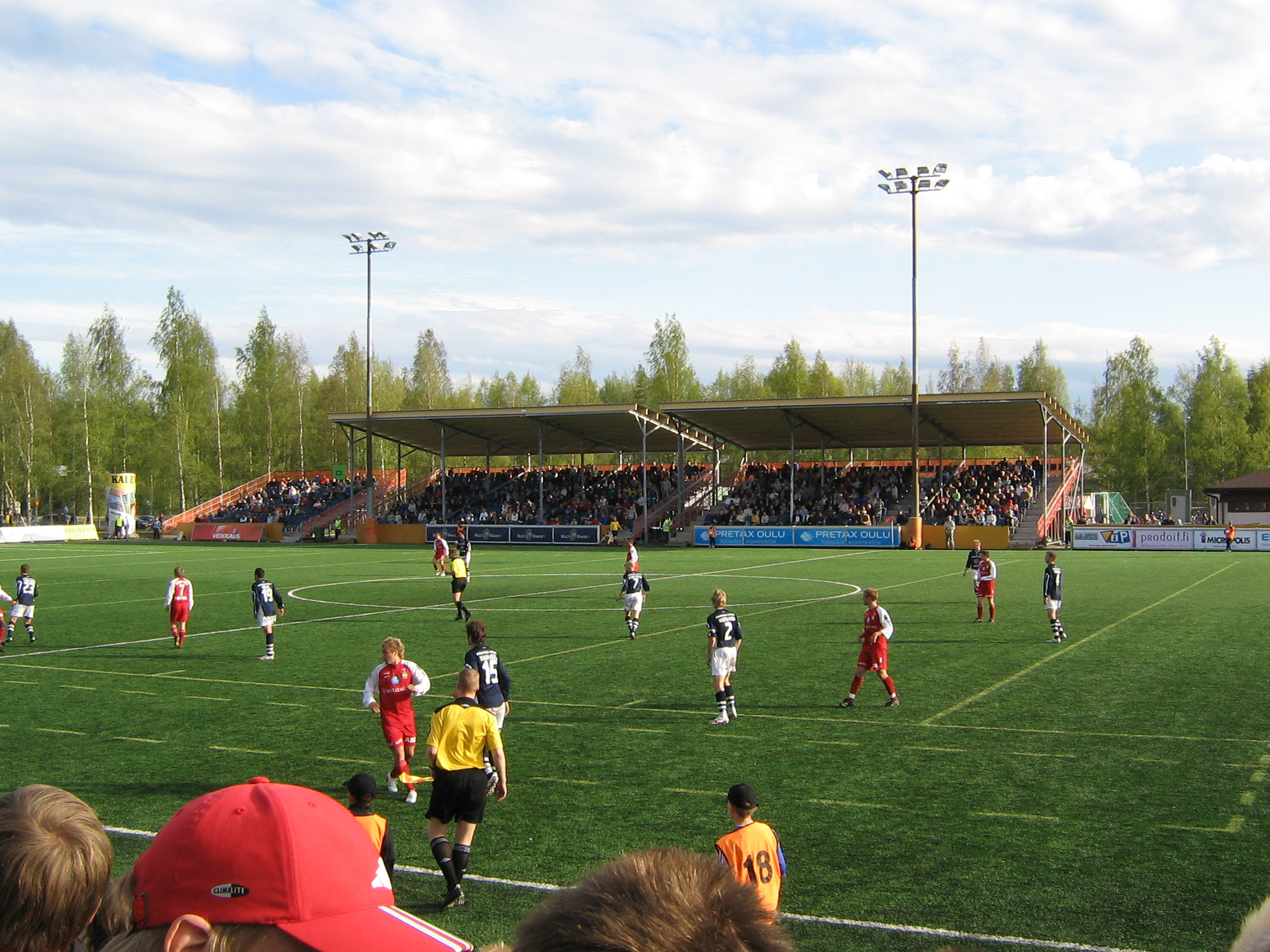
De thuisbasis Castrenin (2003–2010)

### Competitie
In 2002 werd AC Oulu opgericht door een fusie van Tervarit, OPS, OLS en OTP. Alle clubs kenden korte of lange tijd financiële problemen, waardoor één grote club uit de stad Oulu de uitweg leek. Het nieuwgevormde AC Oulu kan als opvolger beschouwd worden van FC Oulu, een club die van 1992-1994 bestond na het samengaan van OLS en OTP. De lagere elftallen bleven onder eigen naam in de Finse competities spelen.

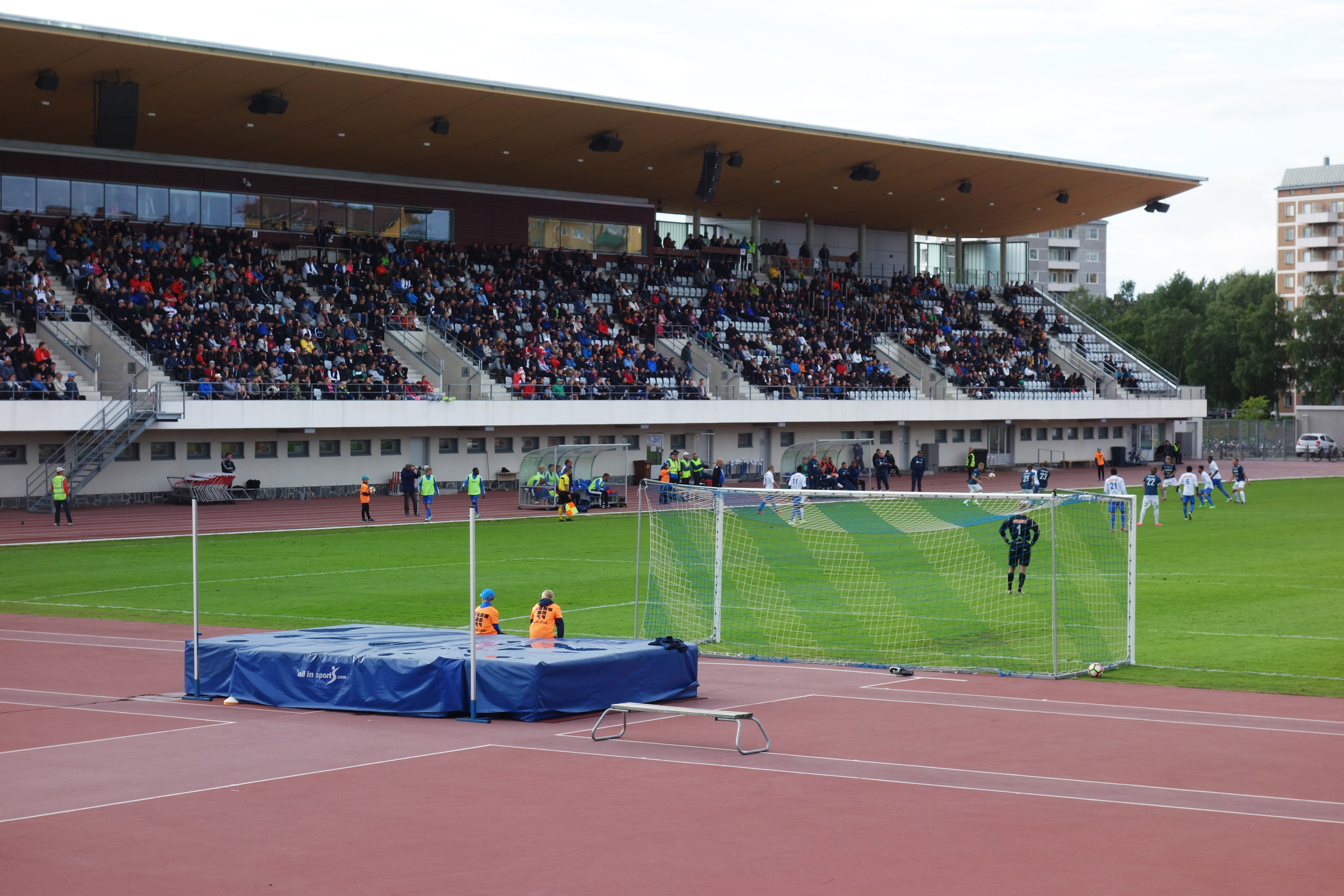
Een volle hoofdtribune in het Raattin stadion (2011–heden) tijdens de derby tegen OPS

De thuiswedstrijden werden vanaf de oprichting gespeeld op het sportpark Castrenin (Castrenin kenttä). Het team nam in 2003 de plaats van Tervarit (als hoogst spelende club van de vier) in de Ykkönen in. In 2006 eindigde ACO als tweede en omdat AC Allianssi Vantaa zich terugtrok uit de competitie, promoveerde men rechtstreeks naar de Veikkausliiga, het hoogste niveau van Finland. In het debuutjaar in de Veikkausliiga maakten maar liefst 29 spelers hun opwachting in de hoofdmacht en bezochten gemiddeld 2.725 toeschouwers de thuiswedstrijden. Met een veertiende en laatste plaats degradeerde AC Oulu in het debuutjaar. In 2010 kwam men voor de laatste keer uit in de Veikkausliiga. Men eindigde op de veilige elfde plaats, maar het kreeg geen proflicentie toegewezen van de Finse voetbalbond, waardoor het degradeerde naar de Ykkönen. Het was tevens het laatste seizoen dat AC Oulu in het Castrenin speelde, het verhuisde naar het gerenoveerde Raattin stadion. Na tien jaar bivakkeren in de Ykkönen werd de club in het jaar 2020 kampioen, waardoor het opnieuw in de Veikkausliiga mocht aantreden. Vanwege de coronacrisis werden er dat seizoen slechts 22 competitiewedstrijden afgewerkt. 

### Beker
In 2007 en 2015 behaalde de Noord-Finse club de kwartfinales van de Finse voetbalbeker (Suomen Cup). In 2007 werd men na strafschoppen (4-3) verslagen door Tampere United, nadat de reguliere wedstrijd in 0-0 eindigde. Acht seizoenen later was de latere bekerwinnaar IFK Mariehamn van de Ålandseilanden met 4-1 te sterk.

## Eindklasseringen
| Seizoen | №  | Clubs | Divisie       | Duels | Winst | Gelijk | Verlies | Doelsaldo | Punten | Tsch  |
| ------- | -- | ----- | ------------- | ----- | ----- | ------ | ------- | --------- | ------ | ----- |
| 2009    | 1  | 14    | Ykkönen       | 26    | 16    | 5      | 5       | 57–24     | 53     | 1.633 |
| 2010    | 11 | 14    | Veikkausliiga | 26    | 8     | 6      | 12      | 31–44     | 30     | 1.992 |
| 2011    | 3  | 12    | Ykkönen       | 24    | 14    | 6      | 4       | 51–22     | 48     | 2.003 |
| 2012    | 6  | 10    | Ykkönen       | 27    | 9     | 10     | 8       | 38–35     | 37     | 1.350 |
| 2013    | 5  | 10    | Ykkönen       | 27    | 11    | 7      | 9       | 36–38     | 40     | 1.174 |
| 2014    | 4  | 10    | Ykkönen       | 27    | 13    | 8      | 6       | 46–32     | 47     | 909   |
| 2015    | 5  | 10    | Ykkönen       | 27    | 12    | 8      | 7       | 31–28     | 44     | 1.124 |
| 2016    | 4  | 10    | Ykkönen       | 27    | 12    | 7      | 8       | 50–31     | 43     | 1.378 |
| 2017    | 4  | 10    | Ykkönen       | 27    | 12    | 6      | 9       | 40–40     | 42     | 905   |
| 2018    | 4  | 10    | Ykkönen       | 27    | 13    | 5      | 9       | 41–30     | 44     | 1.179 |
| 2019    | 7  | 10    | Ykkönen       | 27    | 7     | 8      | 12      | 34–30     | 29     | 945   |
| 2020    | 1  | 12    | Ykkönen       | 22    | 15    | 5      | 2       | 38–16     | 50     | 1.329 |
| 2021    | 11 | 12    | Veikkausliiga | 27    | 6     | 5      | 16      | 21–44     | 23     | 1.557 |
| 2022    |    | 12    | Veikkausliiga |       |       |        |         | –         |        |       |

## Bekende (oud-)spelers
- Markus Heikkinen
- Mika Nurmela